# 塞席爾腔吻鱈
塞席爾腔吻鱈，為輻鰭魚綱鱈形目鼠尾鱈科的其中一種。分布於西印度洋塞席爾群島海域，屬深海底棲性魚類，棲息深度950-1900公尺，體長可達52.5公分，棲息在大陸坡，生活習性不明。